# Montreux Volley Masters 2002
Il Monterux Volley Masters di pallavolo femminile 2002 si è svolto dal 4 al 9 giugno 2002 a Montreux, in Svizzera. Al torneo hanno partecipato 8 squadre nazionali e la vittoria finale è andata per la prima volta alla Russia.

## Squadre partecipanti
- Brasile
- Cina
- Cuba
- Giappone
- Italia
- Paesi Bassi
- Russia
- Stati Uniti

## Gironi
| Girone A                       | Girone B                          |
| ------------------------------ | --------------------------------- |
| Brasile Giappone Italia Russia | Cina Cuba Paesi Bassi Stati Uniti |

## Fase finale

### Finali 1º e 3º posto
|  | Semifinali  | Semifinali  | Semifinali |        |        | Finale 1º/2º posto | Finale 1º/2º posto | Finale 1º/2º posto |  |
|  |             |             |            |        |        |                    |                    |                    |  |
|  | Russia      | Russia      | 3          |        |        |                    |                    |                    |  |
|  | Russia      | Russia      | 3          |        |        |                    |                    |                    |  |
|  | Paesi Bassi | Paesi Bassi | 1          |        |        |                    |                    |                    |  |
|  | Paesi Bassi | Paesi Bassi | 1          |        | Russia | Russia             | 3                  |                    |  |
|  |             |             |            |        | Russia | Russia             | 3                  |                    |  |
|  |             |             | Italia     | Italia | 2      |                    |                    |                    |  |
|  | Italia      | Italia      | Italia     | Italia | 2      | 3                  |                    |                    |  |
|  | Italia      | Italia      |            |        |        | 3                  |                    |                    |  |
|  | Cina        | Cina        | 1          |        |        | Finale 3º/4º posto | Finale 3º/4º posto | Finale 3º/4º posto |  |
|  | Cina        | Cina        | 1          |        |        |                    |                    |                    |  |
|  |             |             |            |        |        |                    |                    |                    |  |
|  |             |             |            |        |        | Cina               | Cina               | 3                  |  |
|  |             |             |            |        |        | Cina               | Cina               | 3                  |  |
|  |             |             |            |        |        | Paesi Bassi        | Paesi Bassi        | 1                  |  |

### Finale 5º posto
|  | Semifinali  | Semifinali  | Semifinali |          |         | Finale  | Finale | Finale |  |
|  |             |             |            |          |         |         |        |        |  |
|  | Brasile     | Brasile     | 3          |          |         |         |        |        |  |
|  | Brasile     | Brasile     | 3          |          |         |         |        |        |  |
|  | Stati Uniti | Stati Uniti | 0          |          |         |         |        |        |  |
|  | Stati Uniti | Stati Uniti | 0          |          | Brasile | Brasile | 3      |        |  |
|  |             |             |            |          | Brasile | Brasile | 3      |        |  |
|  |             |             | Giappone   | Giappone | 1       |         |        |        |  |
|  | Giappone    | Giappone    | Giappone   | Giappone | 1       | 3       |        |        |  |
|  | Giappone    | Giappone    |            |          |         |         |        |        |  |
|  | Cuba        | Cuba        | 0          |          |         |         |        |        |  |

## Classifica finale
| Classifica | Squadre     |
| ---------- | ----------- |
|            | Russia      |
|            | Italia      |
|            | Cina        |
| 4          | Paesi Bassi |
| 5          | Brasile     |
| 6          | Giappone    |
| 7          | Cuba        |
| 7          | Stati Uniti |